# Alice Pataxó
Alice Pataxó (Prado, 7 de junio de 2001) es una comunicadora y activista indígena. Obtuvo repercusión nacional e internacional al participar en la Conferencia de las Naciones Unidas sobre cambio climático de 2021 (COP26) en Glasgow, como portavoz de la defensa del medio ambiente y los derechos indígenas. Fue nominada por Malala Yousafzai para el premio "Las 100 mujeres más inspiradoras e influyentes del mundo 2022" de la BBC.

## Trayectoria
Originaria del sur de Bahia, Pataxó procede de Aldeia Craveiro en Prado-Bahia. Su nombre indígena en su lengua-Patxôhã es Nuhé, que dio nombre de su canal. Con veinte años, siendo estudiante de la Licenciatura Interdisciplinar en Humanidades de la Universidad Federal del Sur de Bahia (UFSB) con segundo ciclo de Derecho, alcanzó gran protagonismo en el activismo y los medios de comunicación con su trabajo en comunicación. Su lucha comenzó a los catorce años, cuando se unió al movimiento estudiantil organizado de Brasil. A los quince, se convirtió en líder de su pueblo. Ha asumido una posición importante en la comunicación indígena de su país. Como periodista en el Proyecto Colabora y Yahoo Noticias, escribe artículos sobre las vivencias, actualidad y descolonización de los pueblos indígenas, también participa como columnista en Fontes BR y en el blog de Tucum Brasil. Es miembro de la Cunhataí ikhã (Niñas en la lucha), un proyecto de Anaí - Asociación Nacional de Acciones Indígenas para las niñas indígenas de diferentes pueblos del noreste que trata de fomentar su discurso y lucha por la igualdad de género y el acceso a la educación en los pueblos. Fue la primera Embajadora Indígena de WWF Brasil.

## Reconocimientos
Recibió el premio "Las 100 mujeres más inspiradoras e influyentes del mundo en 2022" de la BBC, para el que fue nominada por Malala Yousafzai.